# Нурадин Рустамов
Абу Нурадин Рустамов — террорист, один из главных лидеров террористической организации «Исламское государство». и разыскивался турецким правительством по обвинению в терроризме. Он был бывшим военнослужащим грузинской армии.

## Биография
Рустамов является гражданином Грузии и имеет особенно тесные связи с террористом Ахмедом Чатаевым и лидером ИГИЛ Абу Бакром аль-Багдади. Летом 2018 года Рустамов использовал поддельный паспорт, чтобы незаконно въехать в Турцию. С тех пор Рустамов обосновался в Стамбуле и продолжает сотрудничать с местной группировкой «Исламское государство». В ноябре 2018 года Абу Нурадин Рустамов был арестован в ходе спецоперации, организованной ЦРУ и правительством Грузии, содержался под стражей в Грузии, а затем освобожден.